# Dialeurolonga erythroxylonis
Dialeurolonga erythroxylonis es un hemíptero de la familia Aleyrodidae, con una subfamilia: Aleyrodinae.
Fue descrita científicamente por primera vez por Takahashi en 1955.